# Alphonse-Marie Eppinger
Élisabeth Eppinger en religion Mère Alphonse-Marie, née à Niederbronn le 9 septembre 1814 et morte à Niederbronn le 31 juillet 1867, est une religieuse française, fondatrice des Sœurs du Très Saint Sauveur et reconnue bienheureuse par l’Église catholique. Surnommée « l’extatique de Niederbronn », Mère Alphonse-Marie est béatifiée le 9 septembre 2018.

## Biographie

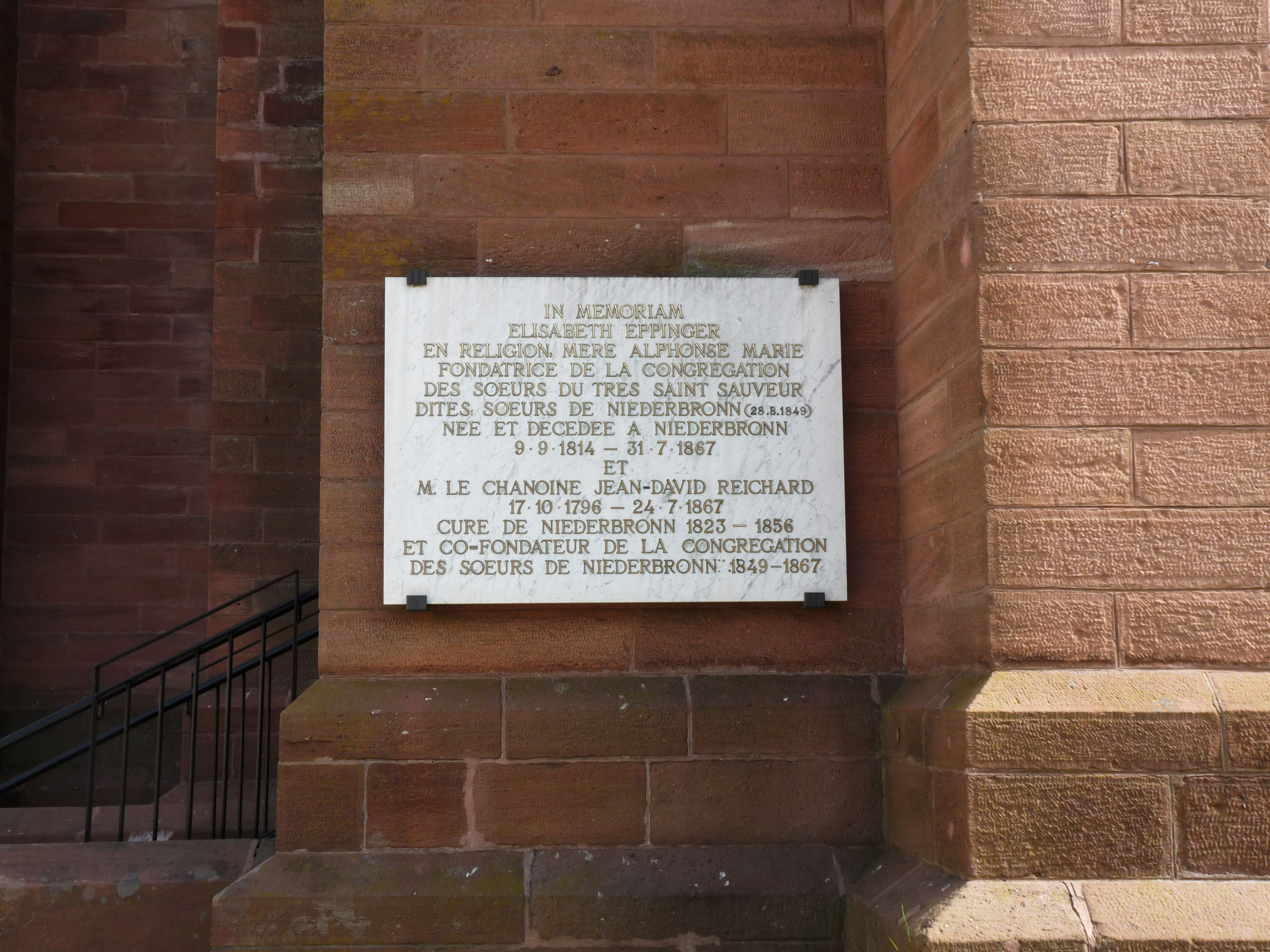
Plaque commémorative à l'église Saint-Martin de Niederbronn

Dès sa jeunesse Élisabeth était réputée pour sa piété. Marquée dès son enfance par la Croix de Jésus, elle ne cessait de méditer sur l'amour de Dieu et la manière dont elle pouvait y répondre et le faire connaître. Durant sa maladie, son rayonnement spirituel attirait chaque jour plusieurs dizaines de personnes, y compris des prêtres, qui cherchaient auprès d'elle conseils, consolation et réconfort.
Un certain M.S. Brandt décrit sa vie en ces mots : « Pendant presque quinze ans de maladie, sa vie fut conduite de manière particulière par la grâce et favorisée par des visions concernant des événements futurs ; elle fut ainsi jetée malgré elle sous les yeux du public, alors qu'elle cherchait la vie cachée d'un couvent ».

En 1849, après avoir songé à entrer chez les sœurs de Ribeauvillé, elle fut conduite à fonder la congrégation des sœurs du Très Saint Sauveur dites Sœurs de Niederbronn. Celles-ci se consacraient particulièrement à soigner les malades et les pauvres. Elisabeth Eppinger, en religion Mère Alphonse-Marie, devint la première supérieure générale. Elle manqua de clairvoyance en se laissant abuser par le prétendu baron de Richemont, un des faux Louis XVII, mais l'affaire fut bien vite oubliée. C’est la grande épidémie de choléra de l'année 1854 qui donna aux sœurs l’occasion de faire preuve de leur dévouement, et leur attitude leur valut une grande estime de la part de l'État et de l'Église. Ainsi la jeune Congrégation fut-elle reconnue d'utilité publique par décret impérial en 1854. Dès 1863 le pape Pie IX adressait à Mère Alphonse-Marie un décret de louange de l'œuvre et en 1866, la Congrégation reçut l'approbation ecclésiale par le même pape Pie IX.

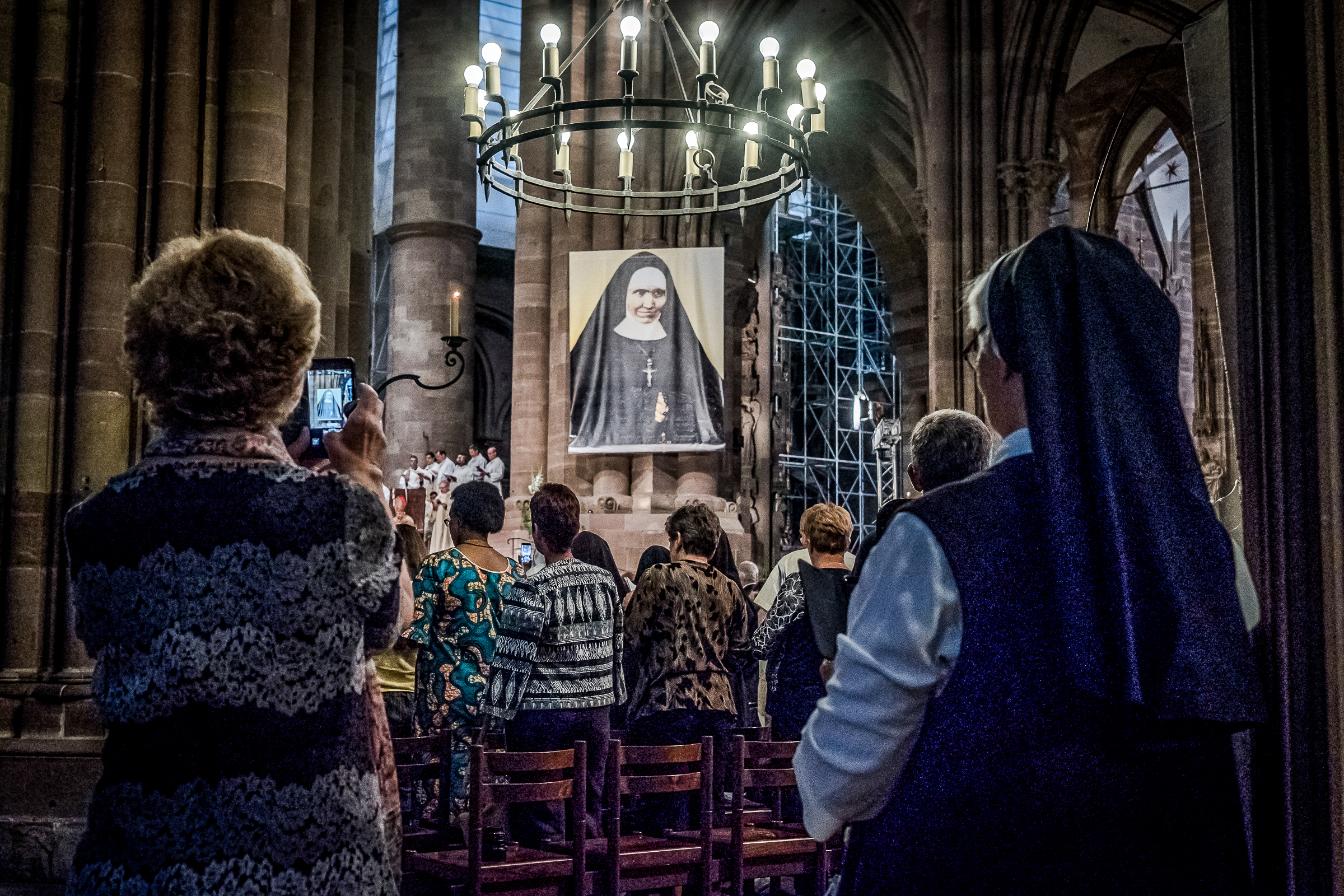
Béatification de mère Alphonse Marie en la cathédrale Notre-Dame de Strasbourg le 9 septembre 2018.

## Béatification

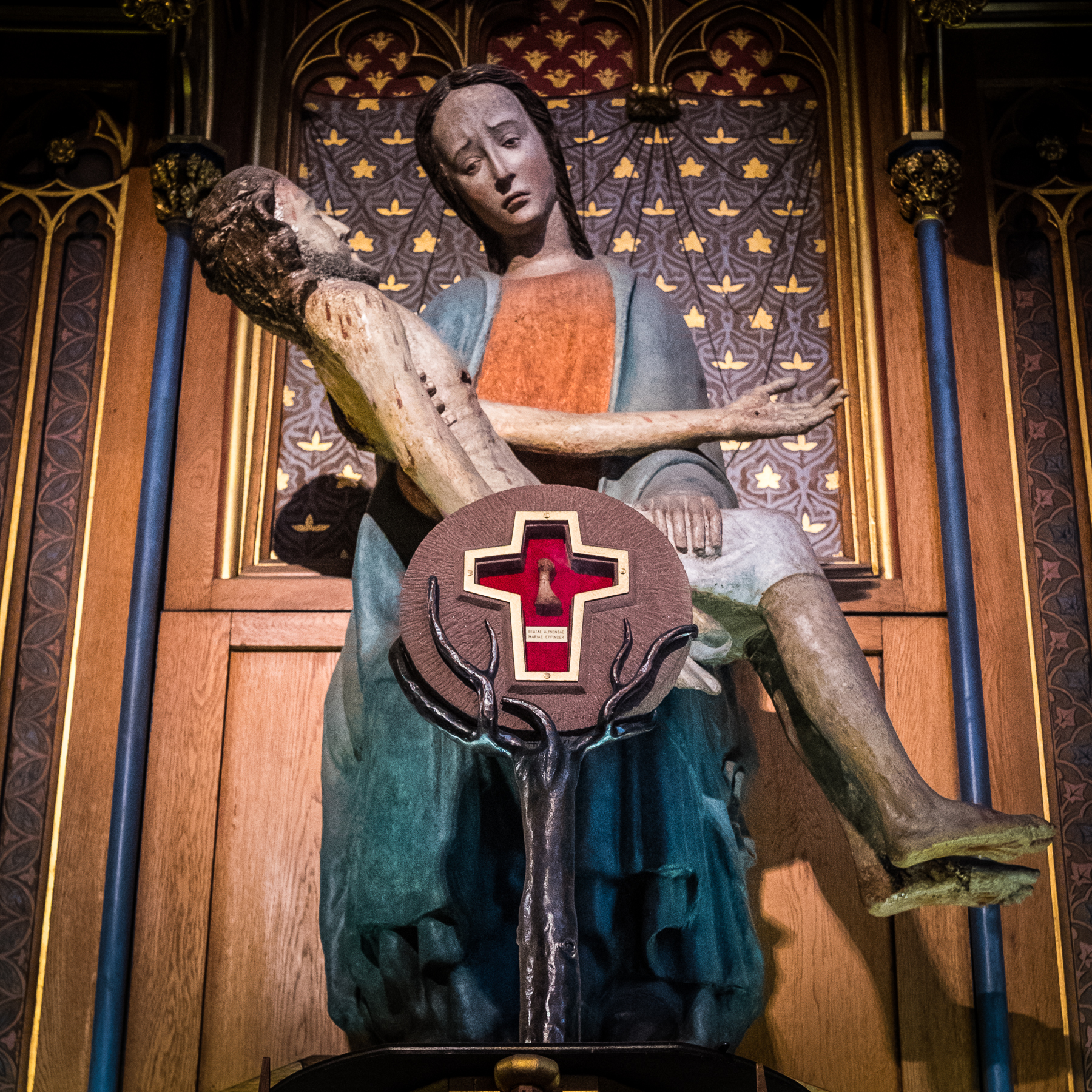
Reliquaire à la cathédrale de Strasbourg.

La cause pour la béatification d’Elisabeth Eppinger débute en 1951 mais n’aboutit pas. Elle est relancée en 2005.
L’enquête diocésaine se clôture en 2008. Elle est envoyée à Rome afin d'y être étudiée par la Congrégation pour les causes des saints. Le 19 décembre 2011, le pape Benoît XVI reconnaît l’héroïcité de ses vertus, et la proclame vénérable.
Le 27 janvier 2018, le pape François reconnait comme authentique, à la suite de l'avis favorable d'une commission médicale et théologique, une guérison inexpliquée attribuée à l'intercession d'Elisabeth Eppinger. Cet acte permet sa béatification.
Mère Alphonse-Marie Eppinger est béatifiée le 9 septembre 2018 par le cardinal Giovanni Angelo Becciu en la cathédrale Notre-Dame de Strasbourg,.